# Hans-Gert Pöttering
Hans-Gert Pöttering, född 15 september 1945 i Bersenbrück i Tyskland, är en tysk politiker (CDU) och professor.
Han har varit Europaparlamentariker sedan 1979, och har sedan 1999 varit gruppledare för den konservativa partigruppen EPP-ED i parlamentet. Som en del av en överenskommelse tog han över posten som talman efter Josep Borrell Fontelles under 2007, då halva mandatperioden gått. Han är en av endast fjorton ledamöter som suttit i Europaparlamentet sedan det första valet 1979. Den 14 juli 2009 valdes Jerzy Buzek till ny talman och ersatte Pöttering på posten.
Pöttering bor i Bad Iburg vid Osnabrück, är katolik och har två söner.
Han ingår i CDU:s presidium.
Han har studerat juridik, statsvetenskap och historia i Bonn, Genève och vid Columbia University i New York. Han tog sin första juridikexamen 1973, blev filosofie doktor i statsvetenskap och historia 1974 och tog sin andra juridikexamen 1976.